# Foreste paludose della Nuova Guinea meridionale
Le foreste paludose della Nuova Guinea meridionale costituiscono un'ecoregione terrestre dell'ecozona australasiana, appartenente al bioma delle foreste pluviali di latifoglie tropicali e subtropicali (codice ecoregione: AA0121). Si estendono per circa 99.900 km² lungo i versanti occidentale e meridionale dell'isola della Nuova Guinea.
Lo stato di conservazione è considerato relativamente stabile o intatto.

## Territorio

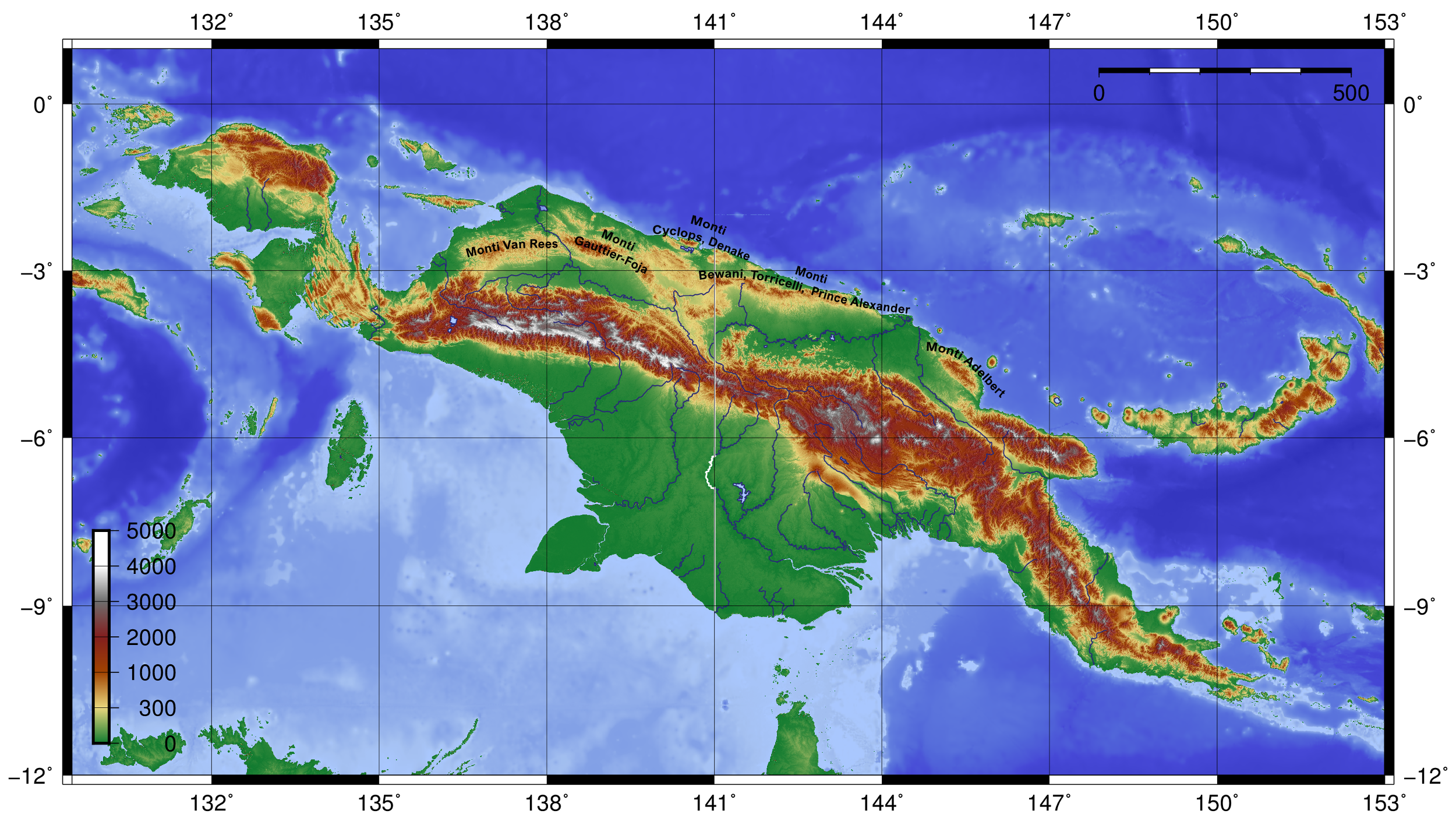
Carta topografica della Nuova Guinea

L'ecoregione è costituita da due aree distinte di foreste paludose d'acqua dolce. La prima si sviluppa lungo i sistemi fluviali a bassa pendenza della costa centro-meridionale dell'isola, estendendosi sia nella parte indonesiana sia in quella della Papua Nuova Guinea. La seconda, di dimensioni più contenute, comprende le foreste che costeggiano i bacini fluviali affacciati sulla costa meridionale della penisola di Vogelkop, nel nord-ovest dell'isola.
Nella penisola di Vogelkop, i fiumi principali sono il Kamundan e il Wiriagar (o Aimau), che sfociano nel golfo di Berau, e il Seremuk, il Klabra e il Kaibus, che sboccano nel Mar di Ceram. Le foreste pluviali di pianura al di sotto dei 1000 metri in questa penisola appartengono a un'ecoregione distinta, denominata Foreste pluviali di pianura del Vogelkop e delle isole Aru (codice WWF: AA0128).
La regione centro-meridionale può essere suddivisa in due subregioni: quella dei bacini inferiori dei fiumi che sfociano nel Mar degli Alfuri, lungo la costa occidentale, e quella dei bacini medi e inferiori dei fiumi che sboccano nel Golfo di Papua, sulla costa meridionale. tra i principali corsi d'acqua della costa occidentale si segnalano il Mimika, il Lorentz (Undir), l'Urumbuwe (Asewet), il Pulau con i suoi affuenti Baliem e Kampung, e il Digul. Sulla costa meridionale i fiumi principali sono il Turama, il Kikori, il Purari, il Bamu e il Fly, con i suoi affluenti maggiori, lo Strickland e l'Elevala. Le foreste pluviali di pianura della Nuova Guinea meridionale, situate a sud della Cordigliera Centrale, costituiscono un'ecoregione separata (AA0122).
Appartengono all'ecoregione anche l'isola di Yos Sudarso (o Kolepom), situata nel Mar degli Alfuri, di fronte alla costa della reggenza di Merauke, e il Lago Murray, nel territorio della Papua Nuova Guinea.
Nonostante le precipitazioni siano inferiori rispetto ad altre aree dell'isola, il rilievo pianeggiante e l'intenso drenaggio fluviale proveniente dalla Cordigliera Centrale causano inondazioni stagionali, soprattutto durante la stagione delle piogge. Il bacino del fiume Fly costituisce il sistema di zone umide più vasto della Papua Nuova Guinea.
Il clima dell'ecoregione è tropicale umido, tipico della Melanesia situata nel Pacifico occidentale, a nord dell'Australia.
Dal punto di vista geologico, sebbene la Nuova Guinea sia una regione tettonicamente attiva, la piattaforma della Papua Occidentale mostra segni di relativa stabilità. L'ecoregione poggia su depositi alluvionali, sia attivi che relitti, distribuiti su pianure e conoidi.

## Flora

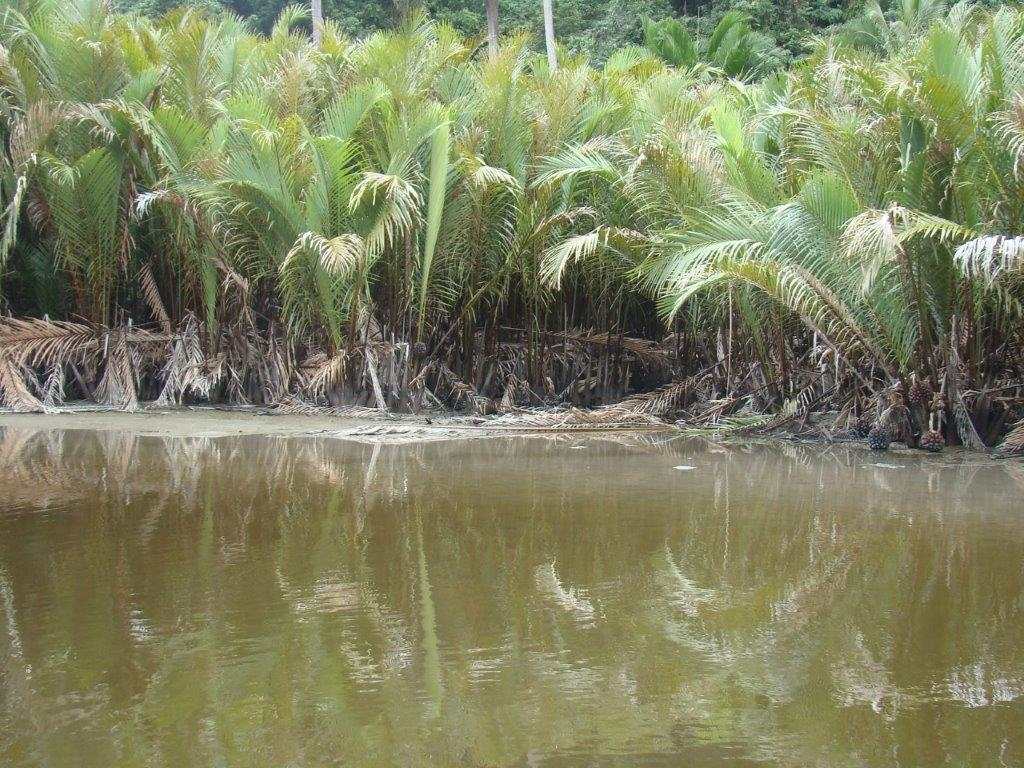
Metroxylon sagu, Papua New Guinea, 2014

Le paludi d'acqua dolce delle pianure meridionali presentano una notevole varietà di habitat, che spaziano dalla vegetazione acquatica e erbacea alle paludi erbose, savane e boschi, fino alle vere e proprie foreste paludose. Il paesaggio è caratterizzato da un mosaico di comunità vegetali, tra cui paludi erbose di Leersia, Saccharum-Phragmites e Pseudoraphis, savane paludose (miste o dominate da Melaleuca), boschi di sago e di Pandanus, foreste paludose mista e dominanze monoflore come quelle a Campnosperma, Terminalia o Melaleuca. Circa il 32% dell'ecoregione è occupato da foreste paludose d'acqua dolce, il 28% da praterie e il 13% da foreste di torbiere; il resto è costituito da foreste umide, secche o da aree disboscate.
La volta delle foreste paludose varia da bassa a media, generalmente con chiome uniformi tra i 20 e i 30 metri di altezza. Nella sottochioma sono comuni la palma da sago (Metroxylon sagu) e diverse specie di Pandanus. Tra le principali specie arboree figurano Campnosperma brevipetiolatum, Campnosperma auriculatum, Terminalia canaliculata, Nauclea coadunata, specie di Syzygium, e Myristica hollrungii nelle aree deltizie. In alcune aree si osservano formazioni quasi monospecifiche di Campnosperma o Melaleuca, mentre in altre la diversità arborea è notevole.
Le erbe predominanti appartengono ai generi Leersia, Saccharum e Phragmites. Le palme da sago formano boschi estesi nelle aree ricche d'acqua dolce, mentre Pandanus è più frequente in ambienti salmastri. Le paludi stagionalmente inondate dei fiumi Middle Fly e Strickland sono dominate da boschi di Melaleuca, in particolare Melaleuca cajuputi, una specie altamente resistente al fuoco. In queste foreste aperte sono comuni anche Nauclea, Syzygium, Carallia, Terminalia, Alstonia, Barringtonia, Diospyros, Pandanus e Myristica.
Una porzione significativa lungo il corso del fiume Fly rientra nel centro di diversità vegetale (CDP) denominato Southern Fly Platform.

## Fauna
L'ecoregione presenta una ricchezza e un endemismo da moderati a bassi rispetto ad altre aree dell'Indo-Malesia. La diversità di rettili e anfibi è ritenuta elevata, sebbene ancora poco documentata.

### Mammiferi

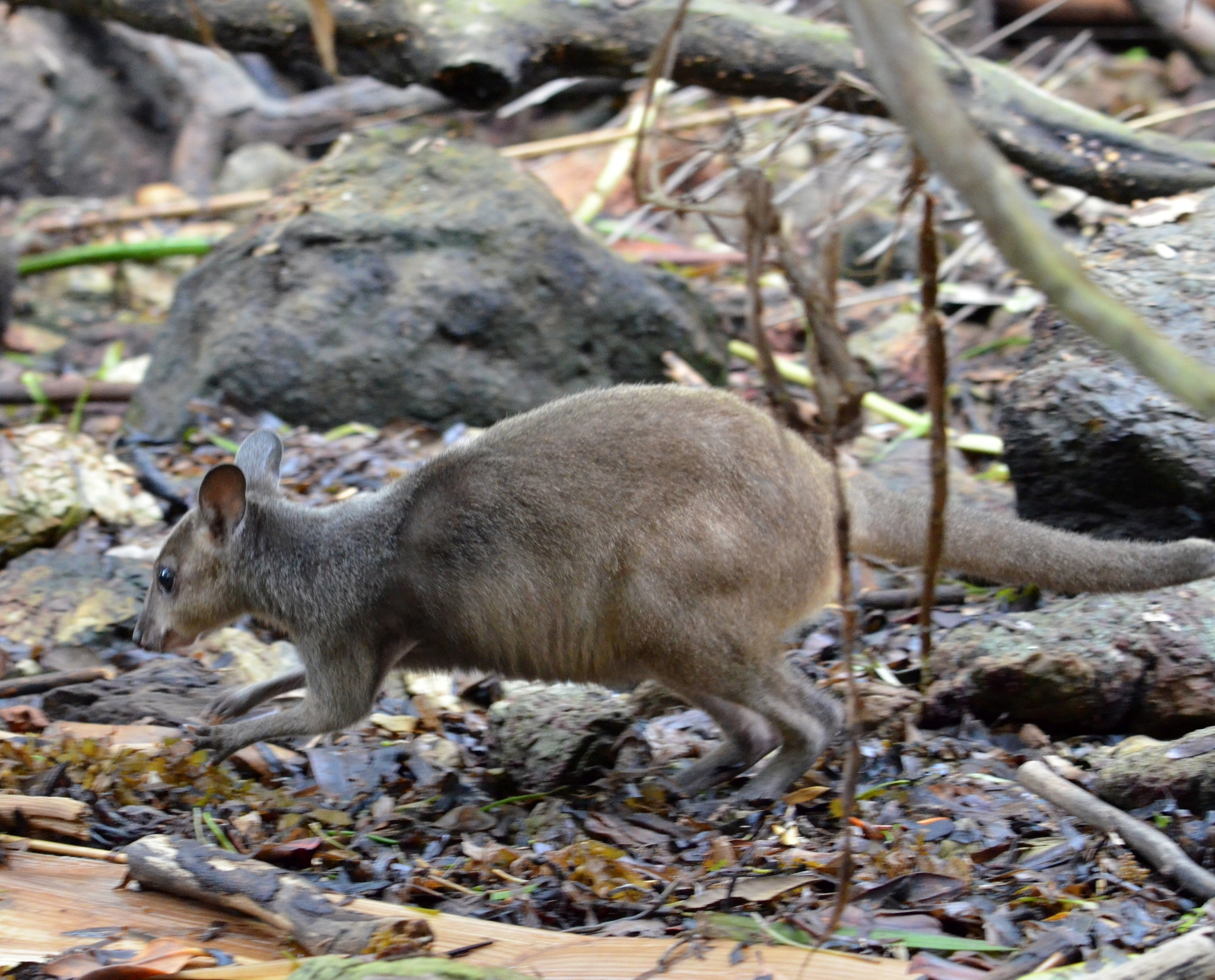
Dorcopsis luctuosa, Papua New Guinea, 2024

Sono presenti circa cinquanta specie, tra cui sei endemiche o quasi endemiche. Tra queste, il ratto del fiume Fly (Leptomys signatus), endemico e classificato come in pericolo critico, il pademelon scuro (Thylogale brunii) e il pipistrello dalle orecchie a tromba (Kerivoula muscina), entrambi vulnerabili. Altre specie quasi endemiche sono il canguro arboricolo di pianura (Dendrolagus spadix), il dorcopside grigio (Dorcopsis luctuosa) e l'echimipera di Menzies (Echymipera echinista).

### Uccelli

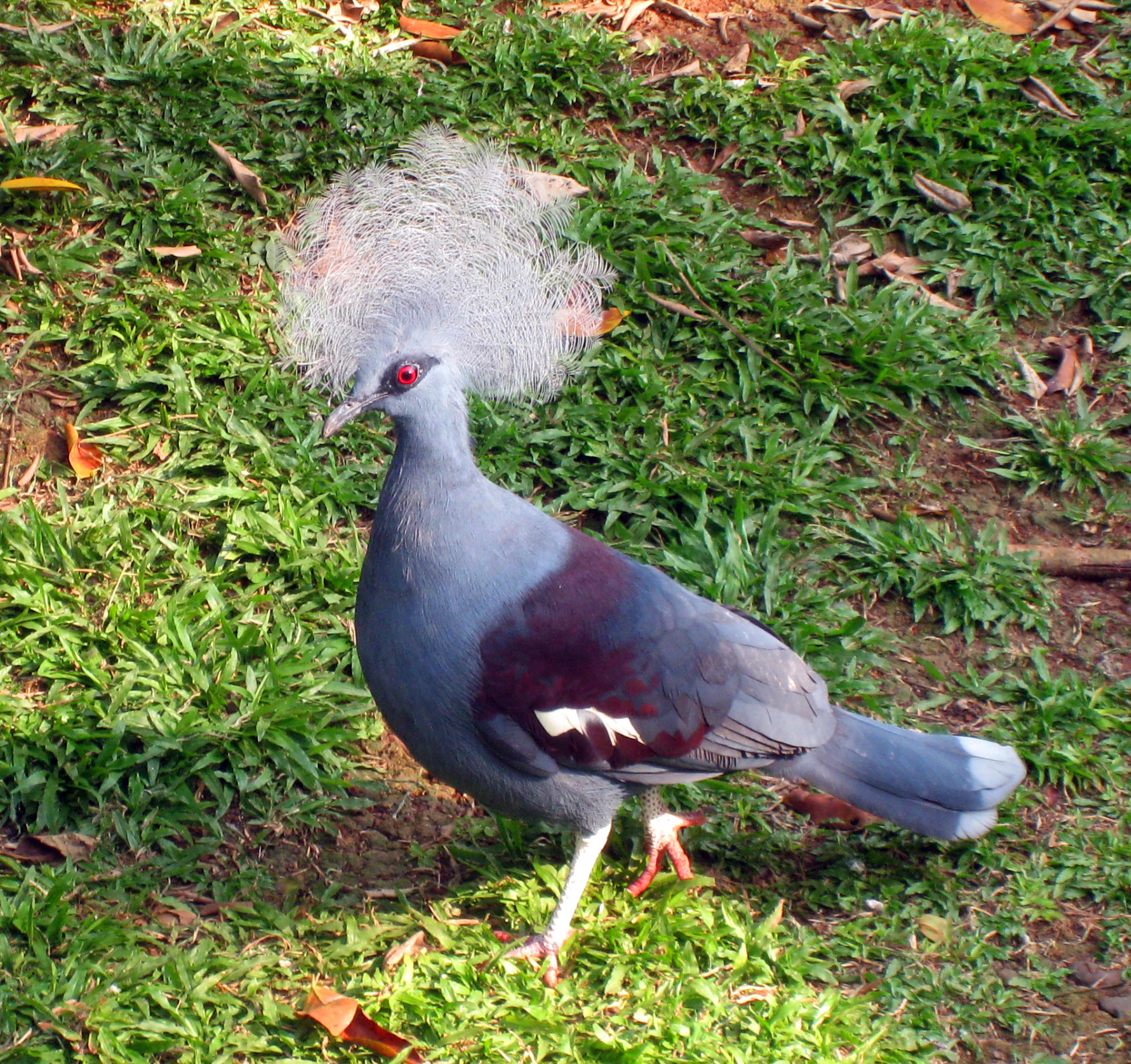
Goura cristata, Nuova Guinea occidentale, 2011

Con 339 specie registrate, di cui undici endemiche o quasi endemiche, l'avifauna dell'ecoregione presenta caratteristiche tipicamente australasiane, con rappresentanti delle famiglie Paradisaeidae, Ptilonorhynchidae, Petroicidae e Meliphagidae. L'area interseca due Endemic Bird Area (EBA): le Pianure della Papua meridionale e la Trans Fly EBA. Tutte le sei specie a raggio limitato della prima sono presenti nell'ecoregione, così come Poodytes albolimbatus (forapaglie codone di D'Albertis), classificato come vulnerabile, e probabilmente anche due specie di Lonchura della seconda.
Tra le specie quasi endemiche si segnalano la talegalla beccorosso (Talegalla cuvieri), il colombo frugivoro di Wallace (Ptilinopus wallacii), la gura azzurra (Goura cristata), il lori nero (Chalcopsitta atra), il martin pescatore minore del Paradiso (Tanysiptera hydrocharis), il pitohui pettobianco (Pseudorectes incertus), il cappuccino testagrigia (Lonchura nevermanni), il cappuccino nero (Lonchura stygia), il beccafiori papua pettirosso (Dicaeum pectorale) e la paradisea maggiore (Paradisaea apoda).

## Conservazione

Mappa del Parco nazionale di Lorentz

L'ecoregione si presenta in larga parte in condizioni ancora buon, con una bassa densità di popolazione umana e un uso prevalentemente di sussistenza.
Tuttavia, esistono minacce locali. La miniera di rame e oro OK Tedi, situata in PNG vicino alle sorgenti dell'omonimo fiume, ha causato danni significativi agli ecosistemi fluviali, riducendo le catture ittiche nei fiumi Ok Tedi e Fly. Anche il sistema Laiagap-Strickland risulta contaminato, con livelli elevati di mercurio nei pesci. Sul versante indonesiano, vaste aree forestali paludose sono soggette a progetti di conversione agricola, in particolare per la coltivazione del riso, e alla possibile migrazione di popolazioni provenienti da Giava e Madura, con il rischio di un raddoppio demografico.
L'area protetta principale dell'ecoregione è il Parco nazionale di Lorentz, situato nella provincia indonesiana di Papua, nella Nuova Guinea occidentale.